# ITU World Championship Series 2010

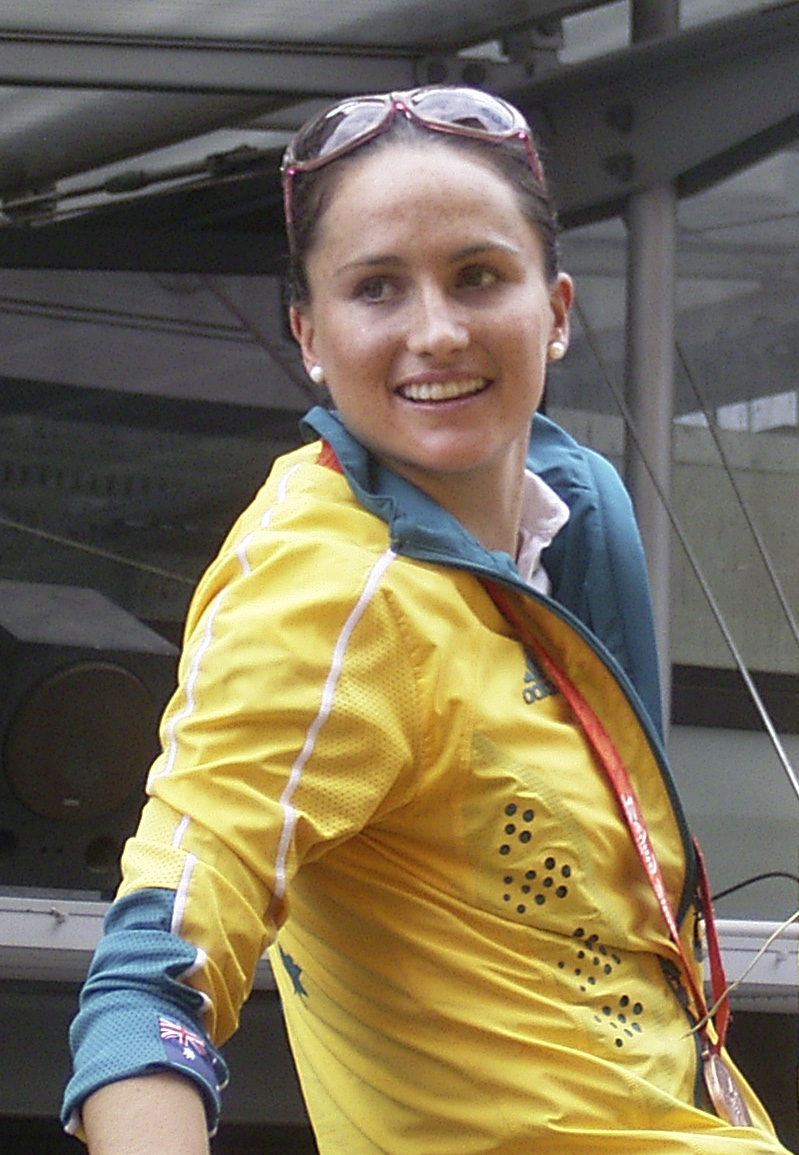
Emma Moffatt – Weltmeisterin auf der Kurzdistanz (2009 und 2010)

Die World Championship Series 2010 ist eine Triathlon-Rennserie über die „Kurzdistanz“ oder auch „olympische Triathlon-Distanz“.

## Organisation
Die Distanzen für diese Rennen sind 1,5 km Schwimmen, 40 km Radfahren und 10 km Laufen.
Dieser Weltcup wird seit 1989 jährlich von der Internationalen Triathlon Union (ITU) veranstaltet. Seit 2009 wurde der Weltcup auf eine Rennserie ausgebaut.
Es fanden 2010 sechs Rennen über die olympische Distanz für Männer und Frauen statt und das siebte Rennen wurde im September als „Grand Final“ in Budapest ausgetragen.
In der Gesamtwertung gingen die Weltmeistertitel an die Australierin Emma Moffatt, welche damit ihren Titel aus dem Vorjahr erfolgreich verteidigen konnte.
Sie war bei den Rennen oft ganz vorne mit dabei war, konnte aber dennoch in der Saison 2010 kein Einzelrennen gewinnen.

Bei den Männern ging der Titel 2010 an den Spanier Francisco Javier Gómez Noya.

## Einzelrennen

### Männer
| Datum         | Ort       | Gold              | Zeit    | Silber                | Zeit    | Bronze          | Zeit    |
| 11. Apr. 2010 | Sydney    | Bevan Docherty    | 1:51:27 | Alexander Brjuchankow | 1:51:33 | David Hauss     | 1:51:34 |
| 8. Mai 2010   | Seoul     | Jan Frodeno       | 1:51:49 | Courtney Atkinson     | 1:51:50 | Brad Kahlefeldt | 1:52:17 |
| 6. Juni 2010  | Madrid    | Alistair Brownlee | 1:52:41 | Courtney Atkinson     | 1:52:51 | Sven Riederer   | 1:53:07 |
| 18. Juli 2010 | Hamburg   | Javier Gomez      | 1:43:07 | Jan Frodeno           | 1:43:23 | Tim Don         | 1:43:57 |
| 25. Juli 2010 | London    | Javier Gomez      | 1:42:08 | Alistair Brownlee     | 1:42:14 | Jan Frodeno     | 1:42:30 |
| 14. Aug. 2010 | Kitzbühel | Stuart Hayes      | 1:52:32 | Javier Gomez          | 1:53:04 | Jan Frodeno     | 1:53:21 |
| 12. Sep. 2010 | Budapest  | Alistair Brownlee | 1:42:26 | Javier Gomez          | 1:42:30 | Steffen Justus  | 1:43:04 |

### Frauen

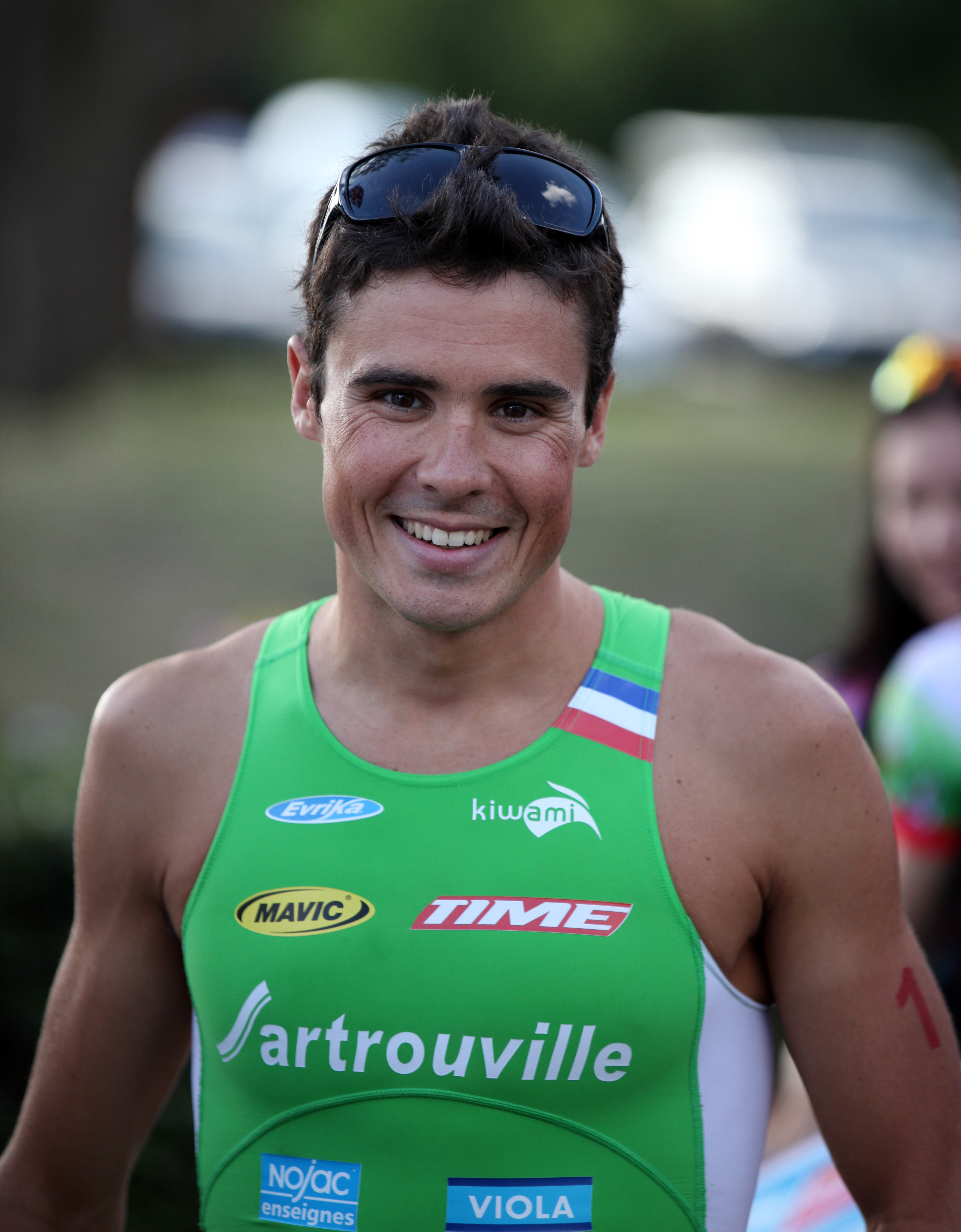
Francisco Javier Gómez Noya – Weltmeister auf der Kurzdistanz (2010)

| Datum         | Ort       | Gold                 | Zeit    | Silber               | Zeit    | Bronze          | Zeit    |
| 11. Apr. 2010 | Sydney    | Bárbara Riveros Díaz | 2:04:19 | Andrea Hewitt        | 2:04:19 | Emma Moffatt    | 2:04:20 |
| 8. Mai 2010   | Seoul     | Daniela Ryf          | 2:00:59 | Bárbara Riveros Díaz | 2:01:02 | Emma Moffatt    | 2:01:04 |
| 5. Juni 2010  | Madrid    | Nicola Spirig        | 2:06:00 | Emmie Charayron      | 2:06:05 | Helen Jenkins   | 2:06:09 |
| 17. Juli 2010 | Hamburg   | Lisa Nordén          | 1:53:53 | Emma Moffatt         | 1:53:53 | Aileen Morrison | 1:53:55 |
| 24. Juli 2010 | London    | Paula Findlay        | 1:51:48 | Nicola Spirig        | 1:51:51 | Helen Jenkins   | 1:51:53 |
| 15. Aug. 2010 | Kitzbühel | Paula Findlay        | 2:03:03 | Lisa Nordén          | 2:03:06 | Andrea Hewitt   | 2:03:10 |
| 12. Sep. 2010 | Budapest  | Emma Snowsill        | 1:49:42 | Emma Moffatt         | 1:51:25 | Nicola Spirig   | 1:51:27 |

## Gesamtwertung

### Männer
| Platz | Land | Athlet                                | Punkte |
| ----- | ---- | ------------------------------------- | ------ |
| 1     | ESP  | Javier Gomez                          | 3.789  |
| 2     | DEU  | Steffen Justus                        | 3.139  |
| 3     | AUS  | Brad Kahlefeldt                       | 3.112  |
| 4     | DEU  | Jan Frodeno                           | 2.963  |
| 7     | SUI  | Sven Riederer                         | 2.405  |
| 8     | RUS  | Alexander Alexandrowitsch Brjuchankow |        |
| 14    | RUS  | Dmitri Andrejewitsch Poljanski        |        |
| 20    | RUS  | Wladimir Turbajewski                  |        |
| 31    | DEU  | Jonathan Zipf                         |        |
| 39    | AUT  | Andreas Giglmayr                      | 0.832  |

### Frauen
| Platz | Land | Athletin        | Punkte |
| ----- | ---- | --------------- | ------ |
| 1     | AUS  | Emma Moffatt    | 3.806  |
| 2     | SUI  | Nicola Spirig   | 3.413  |
| 3     | SWE  | Lisa Nordén     | 3.390  |
| 4     | GBR  | Helen Jenkins   | 3.184  |
| 5     | CAN  | Paula Findlay   |        |
| 8     | GBR  | Vicky Holland   |        |
| 18    | DEU  | Anja Dittmer    | 1.586  |
| 29    | DEU  | Ricarda Lisk    | 0.992  |
| 66    | DEU  | Rebecca Robisch | 0.330  |